# Slide Away (canción de The Verve)
«Slide Away» es una canción interpretada por la banda británica The Verve. Fue publicada el 20 de septiembre de 1993 como el segundo y último sencillo de su primer álbum de estudio A Storm in Heaven.

## Recepción de la crítica
Alex Phillimore, crítico de Beats Per Minute, describe «Slide Away» como “la canción más pegadiza para cantar en A Storm in Heaven”. Paul Rigg de Guitars Exchange la colocó en el cuarto lugar de su lista de las mejores canciones de The Verve.

## Rendimiento comercial
«Slide Away» alcanzó la posición #90 en la lista de sencillos del Reino Unido durante la semana del 2 de octubre de 1993. Debido a la popularidad de la canción, The Verve fue invitado al exitoso festival de rock alternativo de la década de 1990, Lollapalooza, en  1994.

## Video musical
El video musical muestra a la banda caminando y haciendo autostop por una zona rural. Más tarde, la banda toca dentro de un burdel. El video termina con la banda socializando con las prostitutas.

## Apariciones y uso en otros medios
- La canción apareció en el séptimo episodio de la cuarta temporada de la serie de televisión House M.D.[7]

## Posicionamiento
| Gráfica (1993)                 | Pico de posición |
| ------------------------------ | ---------------- |
| Reino Unido (UK Singles Chart) | 90               |